# Andinotrechus
Andinotrechus is een geslacht van kevers uit de familie van de loopkevers (Carabidae). De wetenschappelijke naam van het geslacht is voor het eerst geldig gepubliceerd in 1981 door Mateu.

## Soorten
Het geslacht Andinotrechus is monotypisch en omvat slechts de volgende soort:
- Andinotrechus naranjoi Mateu, 1981